# Walter Lima Jr.
Pour les articles homonymes, voir Lima (homonymie).
Walter Lima Jr., né à Rio de Janeiro (Brésil) le 26 novembre 1938, est un réalisateur et scénariste brésilien.
Son film Brasil Ano 2000 (1969) a remporté l'Ours d'argent au 19e Festival international du film de Berlin.

## Filmographie partielle

### Au cinéma

#### Réalisation
- 1965 : Menino de Engenho
- 1969 : Brasil Ano 2000
- 1971 : Na Boca da Noite
- 1972 : Arquitetura, A Transformação do Espaço
- 1977 : Conversa com Cascudo
- 1978 : A Lira do Delírio (pt)
- 1979 : Joana Angélica
- 1983 : Inocência
- 1985 : Chico Rei (pt)
- 1985 : Vai Passar
- 1987 : Ele, o Boto
- 1996 : O Monge e a Filha do Carrasco
- 1997 : L'Huître et le Vent (pt) (A Ostra e o Vento)
- 2001 : Um Crime Nobre
- 2008 : Os Desafinados
- 2012 : MPB de Câmara - A Canção Brasileira

#### Scénario
- 1964 : Le Dieu noir et le Diable blond (Deus e o Diabo na Terra do Sol) (non crédité)
- 1969 : Brasil Ano 2000
- 1971 : Matei Por Amor
- 1978 : A Lira do Delírio
- 1985 : Sonho Sem Fim
- 1994 : Veja Esta Canção
- 2001 : Janela da Alma
- 2007 : O Engenho de Zé Lins